# Діон Вейтерс
Діон Вейтерс (англ. Dion Waiters, нар. 10 грудня 1991, Філадельфія, США) — американський професіональний баскетболіст, атакувальний захисник.

## Ігрова кар'єра

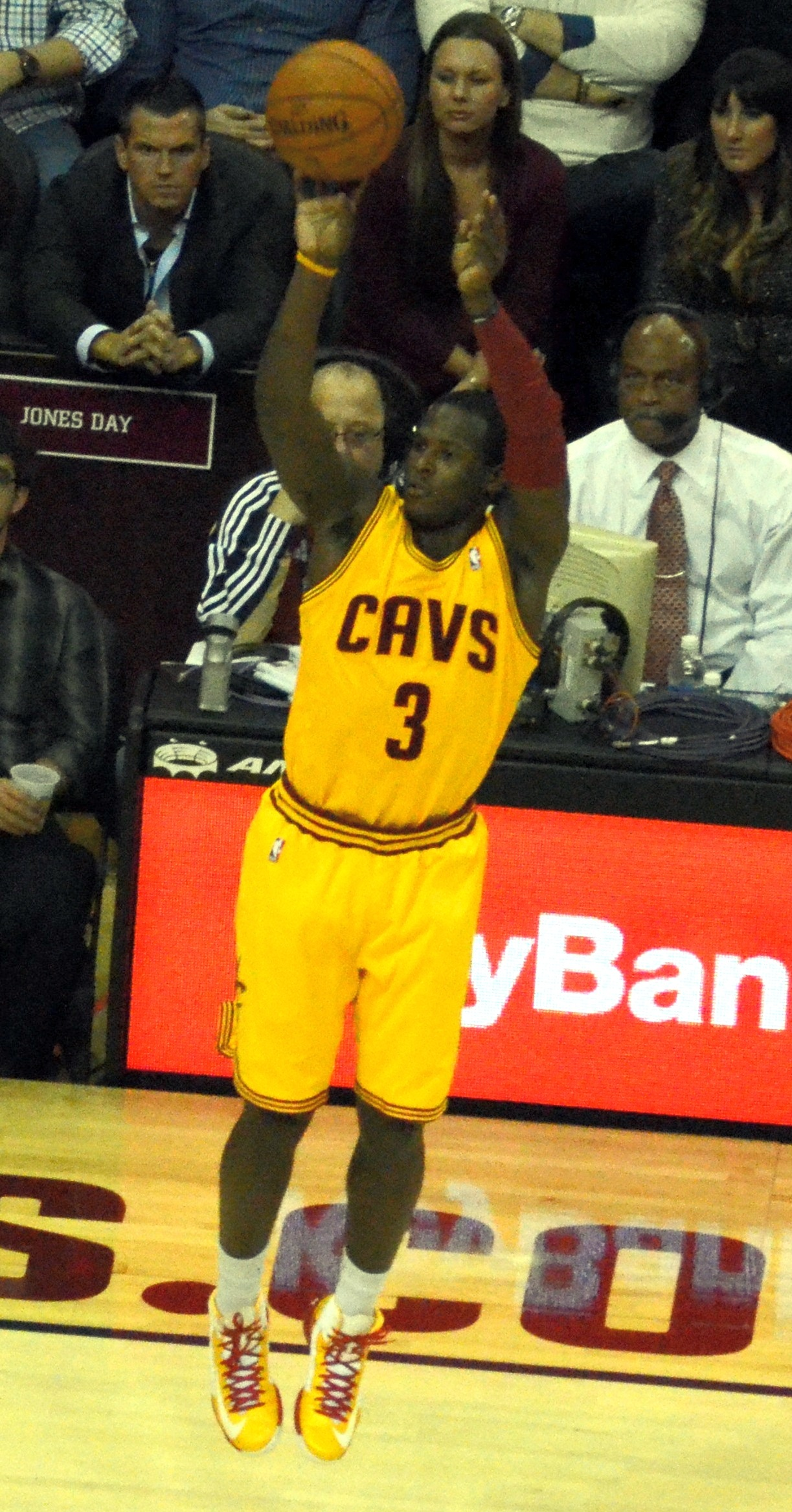
Вейтерс виконує кидок, 2012

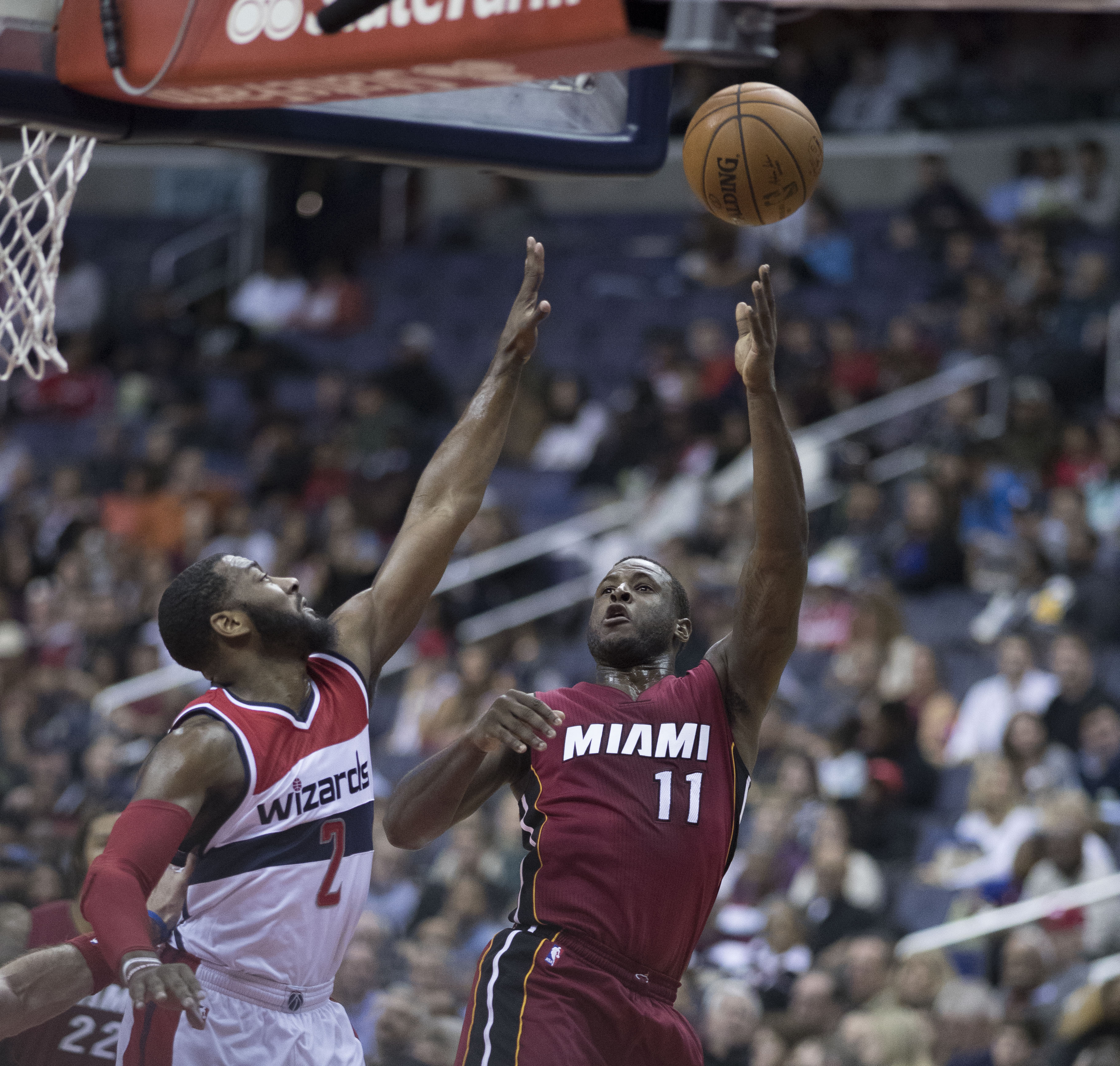
Вейтерс у грі за «Маямі», 2016

На університетському рівні грав за команду Сірак'юз (2010–2012).
2012 року був обраний у першому раунді драфту НБА під загальним 4-м номером командою «Клівленд Кавальєрс». Професійну кар'єру розпочав 2012 року виступами за тих же «Клівленд Кавальєрс», захищав кольори команди з Клівленда протягом наступних 3 сезонів. 14 січня 2013 року встановив особистий рекорд результативності, набравши 33 очки у матчі проти «Сакраменто Кінгс». У лютому взяв участь у матчі новачків на зірковому вікенді, де набрав 23 очки. Через травму був змушений пропустити 21 матч регулярного сезону. За його підсумками був включений до першої збірної новачків НБА. 
Наступного року знову зіграв у матчі новачків за команду гравців, які грають другий рік. 18 березня 2014 року в матчі проти «Маямі Гіт» набрав 17 очок та зробив рекордні для себе 11 асистів.
З січня 2015 року по 2016 рік грав у складі «Оклахома-Сіті Тандер».
2016 року став гравцем «Маямі Гіт». 21 січня 2017 року повторив свій рекорд результативності, набравши 33 очки у матчі проти «Міннесота Тімбервулвз». 30 жовтня 2017 року знову набрав 33 очки, що однак не допомогло команді виграти у «Міннесота Тімбервулвз».
6 лютого 2020 року був обміняний до «Мемфіс Ґріззліс», але через три дні був відрахований з команди.
6 березня 2020 року підписав контракт з «Лос-Анджелес Лейкерс». Дійшов з командою до фіналу НБА, де «Лейкерс» перемогли колишню команду Вейтерса і стали чемпіонами. За правилами НБА, незважаючи на те, хто б переміг у фіналі, Вейтерс всеодно б отримав чемпіонський перстень.

## Статистика виступів в НБА
| † | Позначає сезон, в якому Глен Девіс ставав чемпіоном НБА |

### Регулярний сезон
| Сезон             | Команда                | GP  | GS  | MPG  | FG%  | 3P%  | FT%  | RPG | APG | SPG | BPG | PPG  |
| ----------------- | ---------------------- | --- | --- | ---- | ---- | ---- | ---- | --- | --- | --- | --- | ---- |
| 2012–13           | «Клівленд Кавальєрс»   | 61  | 48  | 28.8 | .412 | .310 | .746 | 2.4 | 3.0 | 1.0 | .3  | 14.7 |
| 2013–14           | «Клівленд Кавальєрс»   | 70  | 24  | 29.6 | .433 | .368 | .685 | 2.8 | 3.0 | .9  | .2  | 15.9 |
| 2014–15           | «Клівленд Кавальєрс»   | 33  | 3   | 23.8 | .404 | .256 | .783 | 1.7 | 2.2 | 1.3 | .3  | 10.5 |
| 2014–15           | «Оклахома-Сіті Тандер» | 47  | 20  | 30.3 | .392 | .319 | .625 | 2.9 | 1.9 | 1.0 | .2  | 12.7 |
| 2015–16           | «Оклахома-Сіті Тандер» | 78  | 15  | 27.6 | .399 | .357 | .713 | 2.6 | 2.0 | 1.0 | .2  | 9.8  |
| 2016–17           | «Маямі Гіт»            | 46  | 43  | 30.1 | .423 | .394 | .646 | 3.3 | 4.3 | .9  | .4  | 15.8 |
| 2017–18           | «Маямі Гіт»            | 30  | 30  | 30.6 | .398 | .306 | .739 | 2.6 | 3.8 | .8  | .3  | 14.3 |
| 2018–19           | «Маямі Гіт»            | 44  | 28  | 25.9 | .414 | .377 | .500 | 2.6 | 2.8 | .7  | .2  | 12.0 |
| 2019–20           | «Маямі Гіт»            | 3   | 0   | 14.0 | .385 | .471 | .000 | 3.7 | 1.0 | .0  | .7  | 9.3  |
| 2019–20†          | «Лос-Анджелес Лейкерс» | 7   | 0   | 23.6 | .425 | .233 | .875 | 1.9 | 2.4 | .6  | .6  | 11.9 |
| Усього за кар'єру | Усього за кар'єру      | 419 | 211 | 28.2 | .412 | .346 | .694 | 2.6 | 2.8 | .9  | .3  | 13.1 |

### Плей-оф
| Сезон             | Команда                | GP | GS | MPG  | FG%  | 3P%  | FT%   | RPG | APG | SPG | BPG | PPG |
| ----------------- | ---------------------- | -- | -- | ---- | ---- | ---- | ----- | --- | --- | --- | --- | --- |
| 2016              | «Оклахома-Сіті Тандер» | 18 | 0  | 27.3 | .417 | .375 | .667  | 2.6 | 2.3 | .6  | .2  | 8.4 |
| 2020              | «Лос-Анджелес Лейкерс» | 5  | 0  | 7.6  | .333 | .000 | 1.000 | .4  | .4  | .2  | .2  | 2.0 |
| Усього за кар'єру | Усього за кар'єру      | 23 | 0  | 23.0 | .410 | .350 | .688  | 2.1 | 1.9 | .5  | .2  | 7.0 |